# Parc national marin du Golfe de Mannar
Le parc national marin du Golfe de Mannar (en anglais : Gulf of Mannar Marine National Park ; en tamoul : மன்னார் வளைகுடா தேசிய கடல்சார் உயிரியல் பூங்கா) est une aire protégée marine située en Inde, dans le golfe de Mannar, sur le littoral méridional de l'État du Tamil Nadu. On y trouve notamment plusieurs espèces de dauphin.
Géographiquement, le parc est constitué d'un chapelet d'îles et de récifs coralliens qui font face aux district de Ramanathapuram et de Tuticorin, couvrant des zones maritimes situées le long de la côte des pêcheurs de perles, entre Rameshwaram et Tuticorin.
Le parc est également reconnu par l'Unesco en tant que réserve de biosphère depuis 2001. C'est aussi un site Ramsar depuis 2022.
Les visiteurs peuvent explorer certaines îles et récifs protégés dans les bateaux à fond de verre entretenus par l'office des forêts de Mandapam.